# Desa Kutawaringin (administrativ by i Indonesien, lat -6,75, long 107,13)
Desa Kutawaringin är en administrativ by i Indonesien.   Den ligger i provinsen Jawa Barat, i den västra delen av landet, 70 km sydost om huvudstaden Jakarta.